# Cash (singolo)
Cash è il quindicesimo singolo della cover band statunitense Me First and the Gimme Gimmes, pubblicato per la Fat Wreck Chords il 6 novembre 2007.

## Descrizione
Questo singolo è composto di cover di Johnny Cash.
Cash è il secondo singolo della serie Square Dance Series. È stato pubblicato in un totale di 3,008 copie (1,098 su vinile nero quadrato e 1,910 su vinile rosso rotondo).

## Tracce
1. Kris Kristofferson – Sunday Mornin' Comin' Down
2. Johnny Cash – I Still Miss Someone

## Formazione
- Spike Slawson - voce
- Joey Cape - chitarra
- Chris Shiflett - chitarra
- Fat Mike - basso, voce
- Dave Raun - batteria